# 變種人 (2020年電影)
是於2020年上映的美國超級英雄恐怖電影，角色取自漫威漫畫的漫畫書《新變種人》，並由二十世紀影業製作發行。該片為「X戰警系列電影」的第十三部作品，亦是X戰警系列電影的最後一部作品。《新異變人》由约什·布恩執導，梅西·威廉斯、安雅·泰勒-喬伊、查理·希頓、亨利·札加、布露·亨特和艾莉絲·布拉加主演。故事講述一群年輕的變種人為了保護自己而在秘密機構中戰鬥。
布恩和李在布恩完成《生命中的美好缺憾》工作後開始電影的前置作業。他們為X戰警電影系列的製片人賽門·金柏格製作一部潛在的電影三部曲，並在2015年5月正式簽署電影。主體拍攝在2017年7月於波士頓進行，並主要在梅德菲爾德州立醫院拍攝。
電影原計劃於2018年4月上映，但期間經過多次推遲後最終於2020年8月28日在美國上映。

## 劇情
美國原住民夏安族少女丹妮·月星居住的保留地突然遭到龍捲風的侵襲，丹妮目睹父親威廉被一種神秘靈體所殺，自己因此成為災難的唯一倖存者。昏迷的丹妮被送至由賽西莉亞·雷耶斯管理的療養院，醒來後被雷耶斯告知自己是一名變種人，身體裡存在著一股深不可測的力量，雷耶斯希望丹妮在學會挖掘並控制住自己的力量前暫時留院。丹妮認識另外四名留院的年輕變種人，山姆·格思里、伊莉安娜·拉斯普廷、蕾恩·辛克萊、以及羅伯托·達科斯塔，四人都擁有不同的能力和個性，但彼此都相處融洽，只有偶然會出現摩擦，並且都曾經經歷過災難或是精神創傷後被送至這座療養院看護。
丹妮在蕾恩的帶領下得知其他人的異能與經歷，山姆能一瞬間達到噴氣式飛機的飛行速度，然而在首次爆發能力當天造成過父親與大量礦工活埋入礦井；羅伯托能夠吸收太陽能來為己所用，但由於身體容易全身燒灼而不慎燒死自己的女友。而眾人當中最具叛逆的伊莉安娜兒時曾經歷過兒童奴役，長期與一個名叫「洛克希德」的紫龍手偶為伴。而蕾恩則能夠使自身狼化，曾逃出自己宗教森嚴的村子，其背後曾被村子的克雷格牧師烙印上女巫首字母“W”。負責看護她們的雷耶斯同樣身為變種人，她靠製造出堅不可摧的大型力場籠罩整座療養院來防止他們脫逃。
五人起初都認為他們即將受訓並加入X戰警成為超級英雄，丹妮也很快跟其他人打成一片，同時喜歡上蕾恩而慢慢跟她發展成戀人關係。唯獨只有伊莉安娜長期敵視著丹妮，在她們發生的一次激烈衝突時，被按倒在地的丹妮首次目睹伊莉安娜能自由進出被稱作「地獄邊緣」的黑魔法能力。隨著時間發展，丹妮體內的神秘力量逐漸失控，影響到療養院中的其他同伴，所有人各自心中的恐懼變為立體化現實。山姆再度經歷父親喪生的礦難，羅伯托游泳時看到自己死去的女友，浴室中洗澡的蕾恩撞見再現的克雷格牧師，這次被他在脖子烙印上下顛倒的“W”字母，而伊莉安娜則被自己童年噩夢中的「笑臉人」追殺。雷耶斯一直以來靠療養院各處的監視系統，一刻不停監控著五人的生活作息以及身體狀況，再將所有報告匯報給埃瑟克斯企業，而她的上級命令她採集丹妮的DNA樣本，並在最後終結其生命。
雷耶斯假借身體檢查為由將丹妮運送至地下室進行全身束縛，採集完其DNA樣本後準備對她實行致命性注射。丹妮在驚慌之下開始力量暴走，病院中隨即出現大量笑臉人，迫使山姆、羅伯托和伊莉安娜控制住並展現各自的變種能力來自衛，最後由克服恐懼的伊莉安娜手持「魂之利刃」殺光笑臉人。聽見丹妮呼喊的蕾恩靠通風道跑進地下室抓傷雷耶斯後救出丹妮，五人會合後得知雷耶斯的真正意圖，其準備將他們全部交給埃瑟克斯企業作為變種人殺手。五人找到重傷的雷耶斯，卻集體被她關進難以掙脫的小型力場中。這時，真正摧毀保留地並潛伏於丹妮體內的強大惡靈「惡魔熊」現身，當場吃掉雷耶斯後開始大肆破壞療養院。伊莉安娜靠展現強大黑魔法、伴隨著化為真龍的洛西共同對抗惡魔熊，而同樣克服恐懼的山姆與羅伯特，隨即跟伊莉安娜攜手共戰。
蕾恩抱著昏迷的丹妮躲入療養院教堂，但教堂隨即被攻陷而迫使她同樣參戰抵禦惡魔熊，丹妮在夢中受到已故父親的安慰並指導，最終學會戰勝心魔、掌握住自己製造幻象的能力。丹妮清醒後勇敢跟惡魔熊對峙，隨後靠自身能力成功將其馴服並使其消散。清晨，所有人收拾東西離開毀滅的療養院，彼此為伴前往最近的小鎮。

## 演員
- 梅西·威廉斯 飾演 蕾恩·辛克萊／狼毒（英语：Wolfsbane (comics)）：蘇格蘭裔變種人，能夠以自己意念變身成狼，然而本人有著宗教信仰，曾因自己身為變種人而受過傷害，如今正在努力將自己的變種人身份以及信仰調和[5]。
- 安雅·泰勒-喬伊 飾演 伊莉安娜·拉斯普廷／秘客（Illyana Rasputin / Magik）：俄裔變種人，具有強大黑魔法能力，能自由穿梭於現實以及「地獄邊緣」空間，戰鬥時會幻化出戰甲以及一把魂之利刃[6]。兒時受過奴役而留下巨大精神創傷，造成她的反社會人格。身為X戰警之一的鋼人的妹妹，同時跟一條名叫「洛克希德（英语：Lockheed (comics)）」的紫龍為伴[5]。
- 查理·希頓 飾演 山繆·「山姆」·格思里／加農炮（英语：Cannonball (comics)）：美國變種人，能在一瞬間發射升空，展現異能首日造成過父親身亡。經過多次練習逐漸熟練飛行，但大部分時間都會弄得遍體鱗傷[7]。
- 亨利·札加（英语：Henry Zaga） 飾演 羅伯托·「鮑比」·達科斯塔／太陽黑子（英语：Sunspot (comics)）：巴西首富之子，能夠吸收並操縱太陽能，情緒激動時會全身發燙燒灼[8]。
- 布露·亨特（英语：Blu Hunt） 飾演 丹妮兒·「丹妮」·月星／幻境（英语：Danielle Moonstar）：美國原住民夏安族少女，在災難中倖存後送至療養院看護，身體裡寄宿著一股強大力量，同時具有根據一個人的恐懼或喜好來製造出真實幻境的異能[9]。
- 艾莉絲·布拉加 飾演 賽西莉亞·雷耶斯（英语：Cecilia Reyes）：療養院的主管，獨自看護五名年輕變種人，協助她們過渡、受訓以及生活起居，同時受僱於神秘僱主[10]。
- 亞當·畢奇（英语：Adam Beach） 飾演 威廉·孤星（William Lonestar），丹妮的父親，同身為夏安族人，在災難中喪生。
- 哈皮·安德森（英语：Happy Anderson） 飾演 克雷格牧師（英语：Reverend Craig），仇視變種人的神職人員，給予過蕾恩極大的身體傷害。
- 湯瑪士·基 飾演 湯瑪士·格思里（Thomas Guthrie），山姆在礦難中喪生的父親。
- 達斯汀·希斯摩 飾演 笑臉人（Smiley Men），並由瑪麗蓮·曼森擔任配音。

## 製作

### 拍攝
主要攝影於2017年7月10日在波士頓進行，暫定名稱為「Growing Pains」。彼得·戴明擔任電影攝影師。電影大部分情節在梅德菲爾德州立醫院進行拍攝。電影在2017年9月16日完成拍攝。

### 後期製作
《新異變人》完成拍攝後，福斯董事長及執行長史黛西·史奈德表示，他們被拘留在像「早餐俱樂部和杜鵑窩」的機構，並把電影形容為「青少年鬼屋電影」。史奈德亦說「我們還沒看到一部超級英雄電影的風格像《鬼店》的」。2017年10月，布恩說電影亦受到了《猛鬼街3》的影響，並確認電影將設置在現代，術士不會在電影出場，但可能會出現在續集中。惡魔熊不會成為這部電影的主要反派。

## 發行
起初，《新異變人》定於2018年4月13日在美國上映，後於2018年1月11日，宣布該片延期至2019年2月22日。3月，該片再度延期至2019年8月2日上映。隨著福斯併入華特迪士尼旗下，迪士尼確認《新異變人》將如期於戲院上映。2019年5月7日，迪士尼宣佈該片延期至2020年4月3日上映。2020年3月，由於受2019冠狀病毒病疫情影響，本片再度延期，之後於2020年5月13日宣布影片延期至8月28日上映。

### 評價
根据評論匯總网站爛番茄汇总的137篇评论文章，36%的评论家给予该作正面评价，平均打分为4.8分（满分10分）在Metacritic上，20位影評人共給予了43分的分數（滿分100分），這部電影獲得了「評價褒貶不一或一般」。

### 票房
| 上一届： 《超危險駕駛》 | 2020年美國週末票房冠軍 第35週 | 下一届： 《TENET天能》 |

## 外部連結
- 互联网电影数据库（IMDb）上《變種人》的资料（英文）
- Box Office Mojo上《變種人》的資料（英文）
- Metacritic上《變種人》的資料（英文）
- 爛番茄上《變種人》的資料（英文）
- AllMovie上《變種人》的资料（英文）
- 開眼電影網上《變種人》的資料（繁體中文）
- 豆瓣电影上《變種人》的資料 （简体中文）
- 时光网上《變種人》的資料（简体中文）